# O Suburbano
O Suburbano é o primeiro álbum solo do cantor e compositor Almir Guineto. Foi lançado em 1981. A faixa título é assinada pela dupla Beto Sem Braço e Aluízio Machado, seu famoso parceiro, compositores do Império Serrano.

## Álbum
Neste disco está presente um dos primeiros sucessos importantes de Almir, o partido "Mordomia", com o qual Almir conquistou o prêmio Shell. Conta com a participação de Rafael Rabello no violão, que se destaca na gravação da música do lendário Geraldo Babão, "Fiz o Que Pude"; Geraldo também versa com Almir o partido "Sinhá Mandaçaia". A música "Saco Cheio" gerou repercussão junto à Igreja. "É, Pois É" foi sucesso também com Beth Carvalho.

## Ficha Técnica
Produção Fonográfica: K-Tel do Brasil Comercial Ltda. 

Direção de Estúdio: Gabriel O'Meara 

Co-Produção: Jorginho - Milton Manhães 

Repertório: Graça D'Orio - Waldomiro 

Arranjos e Regências: Maestro Ivan Paulo 

Arregimentação: Jorge Correa 

Técnicos de Gravação e Mixagem: Leão - Deraldo 

Assistentes de Estúdio: Xuxa - Peninha 

Gravado nos Estúdios: Haway, 16 canais 

Fotos: Caique 

Arte: Jura 

Produzido e Mixado por: Gabriel O'Meara 

MÚSICOS CONVIDADOS 

Coro: Exporta Samba 

Tamborins: Almir Guineto, Claumir, Pezão 

Repique: Birani 

Ganzá: Claumir 

Tumba: Giba 

Surdo: Gordinho 

Cavaco: Valmar 

Baixo: Aldo 

Violão de 6: Hélio Capucci 

Violão de 7: Rafael 

Pandeiro: Bira, Claumir, Pezão 

Bateria: Théo 

PARTICIPAÇÃO ESPECIAL: 

Geraldo Babão: na música Sinhá Mandaçaia 

Martinho da Vila: presença no estúdio - muito obrigado 

Beto Sem Braço, Geraldo Babão, Almir Baixinho e Rapaziada do Cacique 

OBS: 

Participação muito especial de minha mulher Palmira, nos vocais e no astral 

(Almir Guineto) 

## Faixas
Lado A
1. "O Suburbano" (Beto Sem Braço / Aluízio Machado)
2. "Fiz o Que Pude" (Geraldo Babão)
3. "Saco Cheio" (D. Fia / Marcos Antônio)
4. "É, Pois É" (Almir Guineto / Luvercy / Luiz Carlos)
5. "Tumulto no Canavial" (Almir Guineto / Beto Sem Braço)
6. "Sinhá Mandaçaia" (Almir Guineto / Luvercy)

Lado B
1. "Mordomia" (Ary do Cavaco / Gracinha)
2. "Gari Padrão" (Almir Guineto / Almir Baixinho / Diogo)
3. "Mocotó com Pimenta" (Geraldo Babão / Zardino)
4. "Madalena Cabrocha Bonita" (Martinho da Vila)
5. "Feiosa" (Juares / Antônio)
6. "Tudo Acabou" (Almir Guineto / Luvercy / Di Grupo)

## Ligações Externas
- Sítio Oficial[ligação inativa]